# Liste des fontaines du 6e arrondissement de Paris

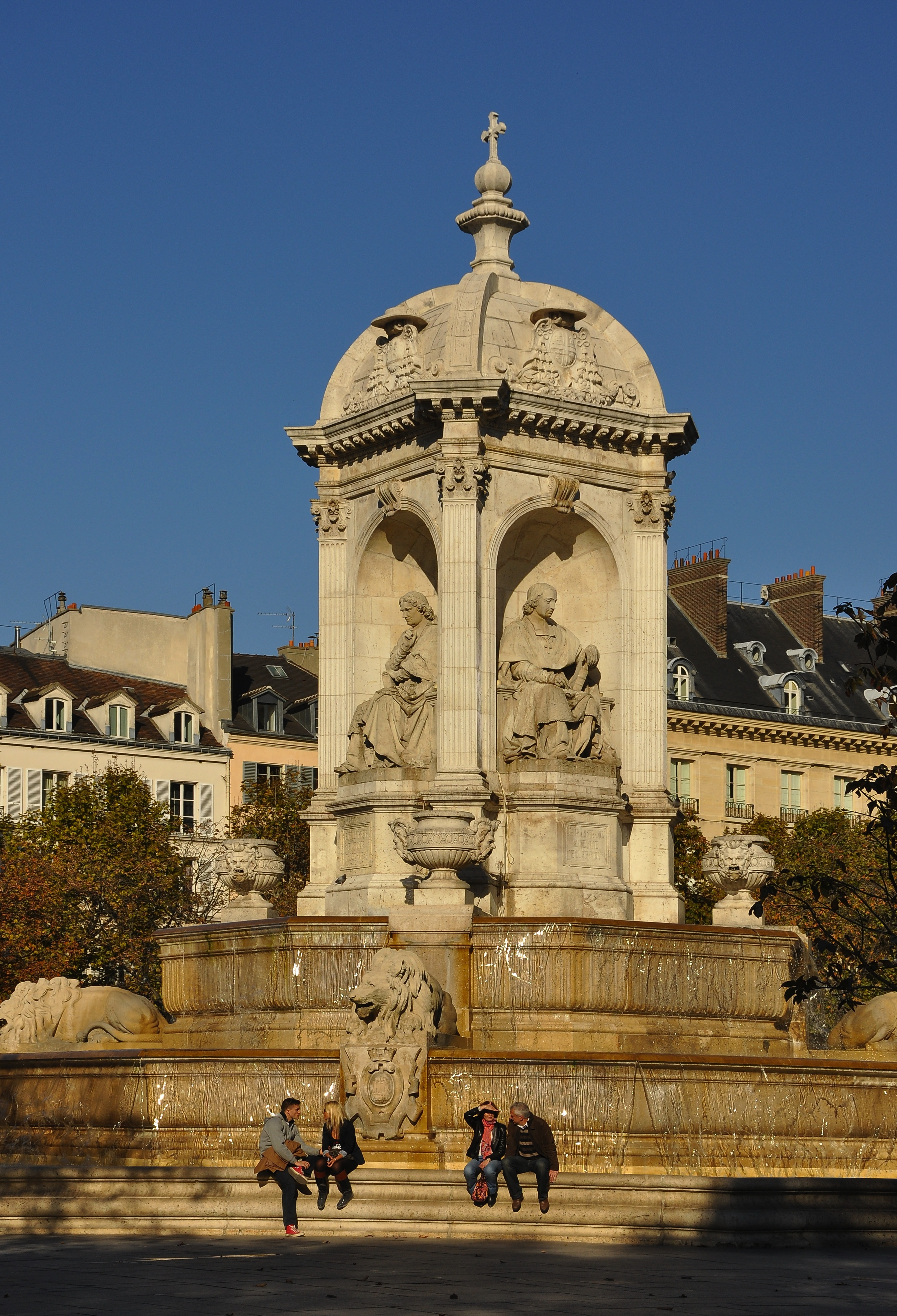
Fontaine Saint-Sulpice.

Cet article recense les fontaines du 6e arrondissement de Paris, en France.

## Statistiques
8 fontaines sont protégées au titre des monuments historiques : 

- la fontaine du Marché-Saint-Germain[2],
- du Marché-aux-Carmes (ancienne)[3],
- la fontaine Palatine[4]
- la fontaine Médicis[5]
- de Carpeaux[6]
- la fontaine Saint-Michel[7]
- la fontaine Saint-Sulpice[8]
- et la fontaine au rez-de-chaussée de l'Immeuble, anciennement Grand Hôtel d'Entragues[9].

## Liste
| Fontaine | Localisation                                                                                                | Coordonnées                 | Auteur(s) | Date       | Illus. |
| --- | --- | --------------------------- | --- | ---------- | ------ |
| Bassin du Jardin du Luxembourg                                                                                                | Jardin du Luxembourg                                                                                        | 48° 50′ 48″ N, 2° 20′ 14″ E | |            |        |
| Fontaine du bassin Soufflot                                                                                                   | Place Edmond-Rostand                                                                                        | 48° 50′ 51″ N, 2° 20′ 26″ E | Gabriel Davioud (architecte) Gustave Crauk (sculpteur)                                                                                                  | 1862 1884  |        |
| Fontaine de la rue du Cherche-Midi ou Fontaine de Neptune                                                                     | 86, rue du Cherche-Midi anciennement dans la Cour des Vieilles Thuilleries                                  | 48° 50′ 52″ N, 2° 19′ 23″ E | |            |        |
| Fontaine de l’École des Beaux Arts                                                                                            | 14, rue Bonaparte dans la cour du mûrier de l'ENSBA appelé aussi l'hôtel de la Bazinière ou hôtel de Chimay | 48° 51′ 24″ N, 2° 20′ 03″ E | |            |        |
| Fontaine l'Embâcle | Place du Québec                                                                                             | 48° 51′ 13″ N, 2° 19′ 59″ E | Alfred Gindre (architecte) Charles Daudelin (sculpteur)                                                                                                 | 1984       |        |
| Fontaine Eugène Delacroix | Jardin du Luxembourg                                                                                        | 48° 50′ 55″ N, 2° 20′ 10″ E | Jules Dalou (sculpteur) | 1890       |        |
| Fontaine du Grand Hôtel d'Entragues                                                                                           | 12, rue de Tournon                                                                                          | 48° 51′ 00″ N, 2° 20′ 14″ E | Charles Neveu (architecte) | 1777       |        |
| Fontaine de la rue Jacob | 2, rue Jacob Rue de Seine Rue de l'Échaudé                                                                  | 48° 51′ 17″ N, 2° 20′ 12″ E | Guy Lartigue (sculpteur) | 1978       |        |
| Fontaine de Léda | Jardin du Luxembourg (envers de la fontaine Médicis)                                                        | 48° 50′ 53″ N, 2° 20′ 22″ E | Louis-Simon Bralle (architecte) Achille Valois (sculpteur)                                                                                              | 1806       |        |
| Fontaine du Marché aux Carmes                                                                                                 | Square Gabriel-Pierné                                                                                       | 48° 51′ 25″ N, 2° 20′ 12″ E | Alexandre-Évariste Fragonard | 1819, 1930 |        |
| Fontaine Médicis | Jardin du Luxembourg                                                                                        | 48° 50′ 53″ N, 2° 20′ 22″ E | Thomas Francine (architecte) Jean-François-Thérèse Chalgrin Alphonse de Gisors (architecte) Auguste Ottin (sculpteur)                                   | 1615 1861  |        |
| Fontaine Millénaire | Place Saint-Michel                                                                                          | 48° 51′ 13″ N, 2° 20′ 38″ E | Radi Designers | 2000       |        |
| Fontaine de la Paix | Allée du Séminaire 73, rue Bonaparte                                                                        | 48° 50′ 57″ N, 2° 19′ 58″ E | Athanase Détournelle (architecte) Antoine Voinier (sculpteur) Jean-Joseph Espercieux (sculpteur) Caraffe (sculpteur) Marquois (sculpteur)               | 1806-1810  |        |
| Fontaine Palatine | 12, rue Garancière                                                                                          | 48° 50′ 59″ N, 2° 20′ 09″ E | Jean Beausire (mechanisme) | 1715       |        |
| Fontaine Pastorale | Square Félix-Desruelles près de l'église Saint-Germain-des-Prés                                             | 48° 51′ 13″ N, 2° 20′ 04″ E | Ollivier (architecte) Félix-Alexandre Desruelles (sculpteur)                                                                                            | 1914, 1923 |        |
| Fontaine du Petit Luxembourg                                                                                                  | Jardin du Luxembourg                                                                                        |                             | Dans le secteur du Petit Luxembourg, statue de Flore.                                                                                                   |            |        |
| Fontaine des Ruches | Jardin du Luxembourg (entrée porte d'Assas)                                                                 | 48° 50′ 43″ N, 2° 20′ 00″ E | | 1991       |        |
| Fontaine des Quatre-Parties-du-Monde ou Fontaine de l'Observatoire ou Fontaine Carpeaux                                       | Place Camille-Jullian                                                                                       | 48° 50′ 28″ N, 2° 20′ 13″ E | Gabriel Davioud (architecte) Jean-Baptiste Carpeaux (sculpteur) Emmanuel Frémiet (sculpteur) Eugène Legrain (sculpteur) Louis Villeminot (sculpteur)    | 1874       |        |
| Fontaine Saint-Michel | Place Saint-Michel                                                                                          | 48° 51′ 12″ N, 2° 20′ 38″ E | Gabriel Davioud (architecte) Francisque Duret (sculpteur)                                                                                               | 1858       |        |
| Fontaine Saint-Sulpice ou Fontaine des Quatre Évêques ou Fontaine des quatre points cardinaux ou Fontaine des orateurs sacrés | Place Saint-Sulpice devant l'église Saint-Sulpice                                                           | 48° 51′ 03″ N, 2° 20′ 00″ E | Louis Visconti (architecte) Jacques-Auguste Fauginet (sculpteur) Louis Desprez (sculpteur) François Lanno (sculpteur) Jean-Jacques Feuchère (sculpteur) | 1843-1848  |        |